# Rain Dogs
Rain Dogs és el novè àlbum d'estudi del cantautor estatunidenc Tom Waits, publicat el setembre de 1985 per Island Records. Alguns crítics el consideren una de les seves millors obres. Es tracta d'un àlbum conceptual sobre els marges a la ciutat de Nova York, vist a través de personatges diversos. Aquesta és la segona entrega de la trilogia formada per Swordfishtrombones (1983) i Franks Wild Years (1987). Aquest disc arribà al número 29 a la llista d'èxits del Regne Unit i al 188 a la dels Estats Units. Així mateix, el 2020, ocupà el número 357 a la llista dels 500 millors àlbums de la revista Rolling Stone.
Algunes fonts han comentat que el personatge masculí en portada s'assembla al mateix Waits. No obstant això, la fotografia, en realitat, forma part una d'una sèrie feta pel fotògraf suec Anders Petersen al Café Lehmitz d'Hamburg a finals dels anys 60. Actualment aquesta fotografia es conserva al Fotografiska museet d'Estocolm.
Aquest disc fou compost durant dos mesos a l'hivern de 1984, quan Waits treballava en un soterrani de Manhattan. Mentre es preparava, Waits gravà amb un radiocaset els sons de la ciutat per a poder captar els personatges que formarien part de les cançons posteriorment.
L'àlbum compta amb col·laboracions distingides com ara la dels guitarristes Keith Richards i Marc Ribot. Així mateix, podem dir que destaca pel seu ampli espectre d'estils i gèneres musicals. Arion Berger, en una ressenya de 2002 per a Rolling Stone, el va descriure com la fusió «d'influències externes: la decadència socialista a través de Kurt Weill […] així conté la integritat pre-rock del blues primerenc, la malenconia elegíaca del funeral de Nova Orleans, en un estil americà singularment idiosincràtic». De fet, el so de l'àlbum resulta característic també per l'ampli ventall d'instruments utilitzats, com ara la marimba, l'acordió, el contrabaix, el trombó i el banjo. Es parla d'un so orgànic del disc, mostra de la desconfiança de Waits cap a les tècniques de gravació dels estudis en aquell moment. En aquest sentit el músic declarà que «Si vull un so, normalment em sento millor si l'he perseguit, l'he matat, l'he pelat i l'he cuinat. La majoria de coses les pots aconseguir amb un botó avui dia. Així, si estigués intentant trobar un determinat so de tambor, el meu enginyer em diria: "Oh, per l'amor de Déu, per què perdem el nostre temps? Anem a colpejar aquesta tassa amb un pal, mostra'm alguna cosa (agafariem un so de tambor ja gravat) i l'ampliariem al mesclar el disc". Jo contestaria: "No, prefereixo anar al bany i colpejar la porta amb un tros de dos per quatre molt fort"».